# Bad Weißenstadt
Bad Weißenstadt (pronunciación en alemán: /baːt ˈvaɪ̯sn̩ˌʃtat/ (escucharⓘ)) es un municipio situado en el distrito de Wunsiedel, en el estado federado de Baviera (Alemania), con una población a finales de 2016 de unos 3151 habitantes. 
Es un spa aprobado por el Estado desde el año 2025.
Se encuentra ubicado al noreste del estado, en la región de Alta Franconia, en la montañas del Fichtelgebirge, cerca de la orilla del río Ohře —un afluente izquierdo del río Elba— y de la frontera con República Checa.